# オリンピック賛歌
オリンピック賛歌（オリンピックさんか、ギリシャ語: Ολυμπιακός Ύμνος, ラテン文字転写: Olympiakós Ýmnos、仏: Hymne olympique、英: Olympic Hymn）、またはオリンピック讃歌は、オリンピアード競技大会、オリンピック冬季大会の開会式、閉会式等の式典や国際オリンピック委員会総会などで演奏される曲。

## 解説

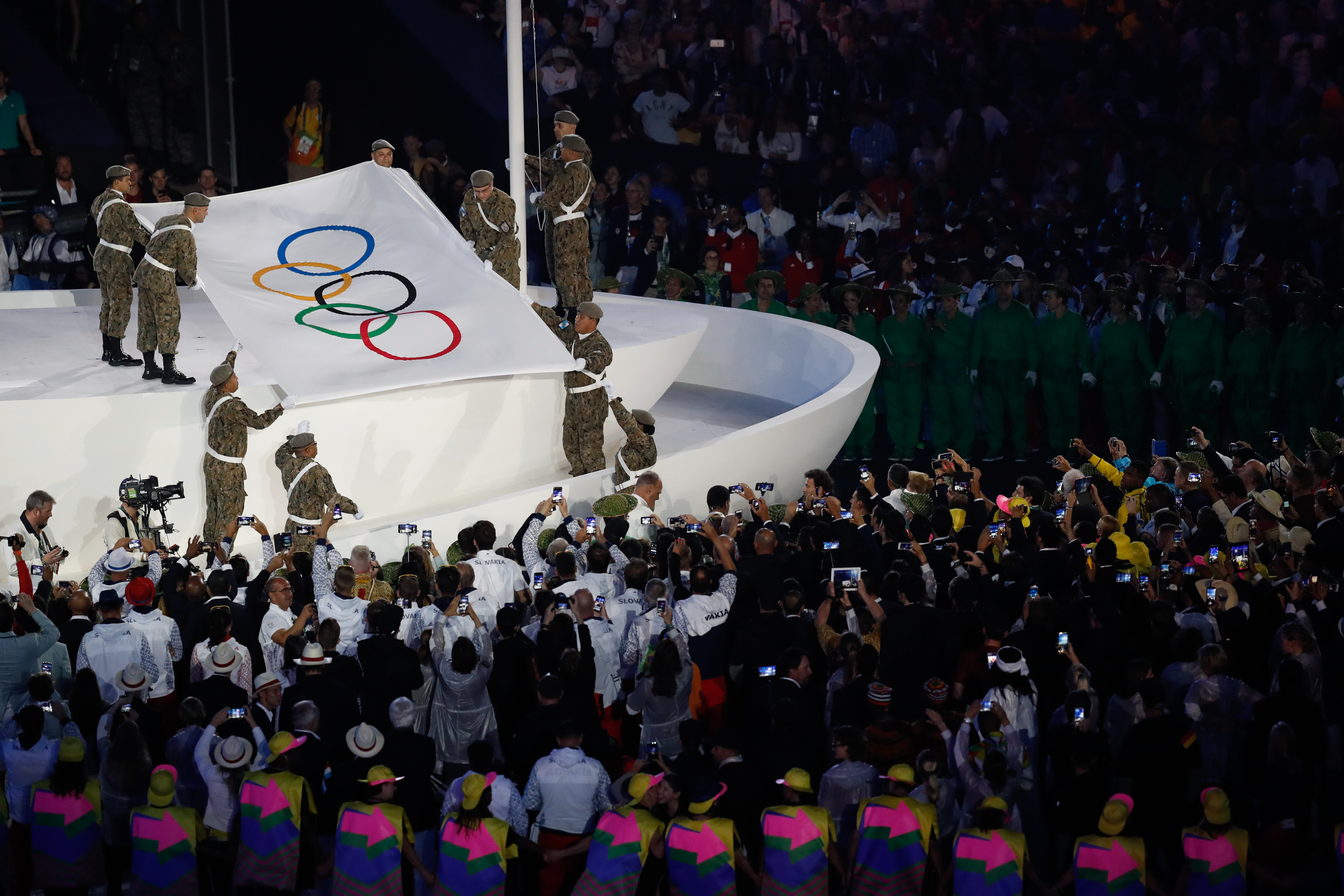
2016年リオデジャネイロオリンピックの開会式で、「オリンピック賛歌」が演奏される中掲揚されるオリンピック旗。

作詞：コスティス・パラマス、作曲：スピロ・サマラス）。
オリンピックが近代に復活するにあたり、1896年4月6日（グレゴリオ暦）にアテネオリンピック開会式において演奏された。しかし楽譜が消失したため、その後のオリンピックでは賛歌が演奏されなかったり、大会ごとに別の賛歌が演奏されたりして、この曲は忘れ去られていた。
1958年、アジアでは初めての開催となる国際オリンピック委員会総会（IOC総会）の第54次総会が東京で開かれるのを前に、消失したと見られたこの曲の楽譜が「ギリシャで見つかった」と、ギリシャのIOC委員から、ホストを務めることとなったIOC委員の東龍太郎（後の第4代東京都知事）に楽譜が届けられた。
ところが、この楽譜が作曲者サマラス自身の手でピアノ用に編曲されたものだったため、日本オリンピック委員会はNHKを通じて作曲家の古関裕而に依頼し、オーケストラ用に採譜・編曲した。そして同年5月14日、NHKホール（初代）での第54次総会開会式で、当時の会長アベリー・ブランデージ以下各国のIOC委員並びに昭和天皇を始めとする日本側関係者の臨席の下、三宅春恵（ソプラノ）、川崎静子（アルト）、柴田睦陸（テノール）、大橋国一（バリトン）の独唱、東京藝術大学と東京放送合唱団の合唱、山田一雄の指揮でNHK交響楽団の演奏により古関版オリンピック賛歌を披露した。国際オリンピック委員会は日本の善意と曲の素晴らしさに感激、以後この古関版を公式に賛歌と認定した。なお、原曲およびオーケストラ用の総譜は、IOC本部に保管されている。
公式に認定された後に最初に開催された1960年スコーバレーオリンピックから演奏されている。オリンピック旗の掲揚、降納に合わせて演奏されることが多い。それ以外では、1988年ソウルオリンピックの際に、開会式でギリシャとその後に続いた数カ国の入場行進時のBGM（入場行進曲）として唯一使用されている。
韓国では全国体育大会の開会式・閉会式にて大会旗と五輪旗掲揚・降納時に同曲を使用している。

## 歌詞

### ギリシャ語歌詞
Αρχαίο Πνεύμα αθάνατο, αγνέ πατέρα
του ωραίου, του μεγάλου και του αληθινού,
Κατέβα, φανερώσου κι άστραψε εδώ πέρα
στη δόξα της δικής σου γης και τ' ουρανού.
 
Στο δρόμο και στο πάλεμα και στο λιθάρι
Στων ευγενών αγώνων λάμψε την ορμή
Και με το αμάραντο στεφάνωσε κλωνάρι
και σιδερένιο πλάσε και άξιο το κορμί. (δις)
 
Κάμποι, βουνά και θάλασσες φέγγουνε μαζί σου
σαν ένας λευκοπόρφυρος μέγας ναός.
Και τρέχει στο ναό εδώ προσκυνητής σου (δις)
Αρχαίο Πνεύμα αθάνατο, κάθε λαός. (δις)

### 英語歌詞
Olympian flame immortal
Whose beacon lights our way
Emblaze our hearts with the fires of hope
On this momentous day
 
As now we come across the world
To share these Games of old
Let all the flags of every land
In brotherhood unfold
 
Sing out each nation, voices strong
Rise up in harmony
All hail our brave Olympians
With strains of victory
 
Olympic light burn on and on
O'er seas and mountains and plains
Unite, inspire, bring honor
To these ascending games
May valor reign victorious
Along the path of golden way
 
As tomorrow's new champions now come forth
Rising to the fervent spirit of the game
Let splendour pervade each noble deed
Crowned with glory and fame
 
And let fraternity and fellowship
Surround the soul of every nation
 
Oh flame, eternal in your firmament so bright
Illuminate us with your everlasting light
That grace and beauty and magnificence
 
Shine like the sun
Blazing above
Bestow on us your honor, truth and love

### 日本語歌詞
大空と大地に清気あふれて 不滅の栄光に輝く
高貴と真実と美をば造りし 古代の神霊を崇めよ
すべての競技にふるいたてよ みどりの枝の栄冠をめざしてここに闘う者に
鉄のごとき力と新たなる精神とをあたえよ
 
野山も海原も いまこそきらめく
真紅と純白の神殿に 世界の国民 四方の国より聖なる園に集いきたるは
古き昔の永遠なる精神の御前にひれふすためぞ

## 歌われた言語一覧
オリンピック大会の開閉会式では、ギリシャ語、英語、もしくは開催国の公用語で奉唱される。
| 年   | 大会                               | 言語                                   | 備考 |
| ---- | ---------------------------------- | -------------------------------------- | --- |
| 1960 | スコーバレーオリンピック           | 英語                                   | 1896年アテネオリンピック以来、初めてオリンピック賛歌がこの大会で奉唱された。 |
| 1960 | ローマオリンピック                 | イタリア語                             | |
| 1964 | インスブルックオリンピック         | ドイツ語                               | |
| 1964 | 東京オリンピック                   | 日本語                                 | 邦題は『オリンピック讃歌』。野上彰による訳詞を初めて使用。 |
| 1968 | グルノーブルオリンピック           | フランス語                             | |
| 1968 | メキシコシティーオリンピック       | スペイン語                             | [ 6 ] |
| 1972 | 札幌オリンピック                   | 日本語                                 | |
| 1972 | ミュンヘンオリンピック             | インストゥルメンタル                   | 開閉会式では奉唱されなかった。 |
| 1976 | インスブルックオリンピック         | ギリシャ語、インストゥルメンタル       | 開会式は変則バージョンでの合唱。閉会式は通常のものとは違う縦長の五輪旗が降納された。                                                                                               |
| 1976 | モントリオールオリンピック         | ギリシャ語                             | 開閉会式ともギリシャ語で奉唱された。 |
| 1980 | レークプラシッドオリンピック       | 英語                                   | |
| 1980 | モスクワオリンピック               | ロシア語、ギリシャ語                   | 開会式はロシア語、閉会式はギリシャ語で奉唱された。 |
| 1984 | サラエボオリンピック               | セルビア・クロアチア語                 | 開会式でオリンピック賛歌を合唱中、五輪旗を上下逆に掲揚するハプニング。閉会式は通常のものとは違う縦長の五輪旗が降納された。                                                         |
| 1984 | ロサンゼルスオリンピック           | 英語                                   | 開閉会式のいずれも英語歌詞の「Sing out each nation, voices strong」から「O'er seas and mountains and plains」までを省略して合唱。                                                  |
| 1988 | カルガリーオリンピック             | ギリシャ語                             | [ 18 ] |
| 1988 | ソウルオリンピック                 | 韓国語                                 | [ 19 ] [ 20 ] |
| 1992 | アルベールビルオリンピック         | インストゥルメンタル                   | 開閉会式では奉唱されず、賛歌の前半のみを演奏した。 |
| 1992 | バルセロナオリンピック             | カタルーニャ語、フランス語、スペイン語 | 開会式はアルフレード・クラウスが開催地のカタルーニャ州の公用語であるカタルーニャ語とフランス語で、閉会式は世界三大テノールの一人プラシド・ドミンゴがスペイン語でそれぞれ独唱した。 |
| 1994 | リレハンメルオリンピック           | ノルウェー語                           | 開閉会式のいずれもノルウェーの国民的歌手であるシセル・シルシェブーが歌い出し部分をア・カペラで独唱して、その後児童合唱団と共に奉唱した。                                           |
| 1996 | アトランタオリンピック             | 英語                                   | 開会式は合唱。閉会式はジェニファー・ラーモアの独唱。 |
| 1998 | 長野オリンピック                   | 日本語                                 | 開閉会式のいずれも祝祭管弦楽団の演奏と長野市児童合唱団によって奉唱された。 |
| 2000 | シドニーオリンピック               | ギリシャ語、英語                       | 開会式はシドニー交響楽団の演奏、ギリシャ系住民によるミレニアム合唱団によって奉唱された。閉会式はイヴォンヌ・ケニーの独唱。歌っているイヴォンヌの腹に蛾が止まるハプニング。         |
| 2002 | ソルトレークシティオリンピック     | 英語                                   | 開会式は英語歌詞の「Sing out each nation, voices strong」から「Along the path of golden way」までを省略した。閉会式は独唱。                                                        |
| 2004 | アテネオリンピック                 | ギリシャ語                             | 開会式は児童合唱団と共に奉唱。指揮はジョン・サーサスが行った。閉会式も合唱。 |
| 2006 | トリノオリンピック                 | インストゥルメンタル                   | 開閉会式のいずれも賛歌の前奏と終結部分のみ演奏。 |
| 2008 | 北京オリンピック                   | ギリシャ語                             | [ 39 ] [ 40 ] |
| 2010 | バンクーバーオリンピック           | 英語、フランス語                       | 開会式はミーシャ・ブルガーゴーズマンの独唱。閉会式はベン・ヘップナーの独唱。開閉会式ともカナダの公用語を採用。                                                                     |
| 2010 | シンガポールユースオリンピック     | ギリシャ語                             | [ 43 ] |
| 2012 | インスブルックユースオリンピック   | インストゥルメンタル                   | 開会式は変則バージョン、閉会式は簡略化バージョンを演奏。 |
| 2012 | ロンドンオリンピック               | インストゥルメンタル、英語             | 開会式はロンドン交響楽団・グライムソープ・コリアリー・バンド演奏の簡略化版を演奏。閉会式は男声のみの奉唱。                                                                         |
| 2014 | ソチオリンピック                   | ロシア語、インストゥルメンタル         | 開会式はアンナ・ネトレプコの独唱。閉会式は演奏のみで、2年前のロンドン五輪の開会式で使用されたものをそのまま使用した。                                                              |
| 2014 | 南京ユースオリンピック             | インストゥルメンタル                   | 開閉会式のいずれも演奏のみで、2年前のロンドン五輪の開会式で使用されたものをそのまま使用した。                                                                                      |
| 2016 | リレハンメルユースオリンピック     | ノルウェー語                           | 開会式は少年少女たちのア・カペラ。 |
| 2016 | リオデジャネイロオリンピック       | 英語                                   | 開閉会式ともに少年少女合唱団が英語で奉唱。 |
| 2018 | 平昌オリンピック                   | ギリシャ語、英語                       | 開会式はソプラノ歌手の黄澄（황수미、Hwang Sumi）がギリシャ語で独唱。閉会式は済州市生まれで11歳の呉言俊（오연준、Oh Yeon-joon）が英語で独唱。                                       |
| 2018 | ブエノスアイレスユースオリンピック | 英語                                   | [ 55 ] |
| 2020 | ローザンヌユースオリンピック       | 英語とフランス語、インストゥルメンタル | [ 56 ] |
| 2021 | 東京オリンピック                   | 英語                                   | 開会式は豊島岡女子学園高等学校と福島県立郡山高等学校の合唱部の生徒たちによる混声合唱。閉会式はオペラ歌手の岡本知高による独唱。                                                     |
| 2022 | 北京オリンピック                   | ギリシャ語                             | 開閉会式ともにア・カペラの児童合唱によって歌われた。 |
| 2024 | 江原道ユースオリンピック           | 英語                                   | 開会式は少年少女合唱団が奉唱。閉会式は元合唱団の卒業生5人が奉唱。 |
| 2024 | パリオリンピック                   | ギリシャ語、英語                       | 開会式でオリンピック賛歌を合唱中、五輪旗を上下逆に掲揚するハプニング。開会式はギリシャ語、閉会式は英語での合唱 。                                                                  |